# Rogač
Rogač (lat. Ceratonia), roščić, rožić, kaluber, slatka kožica, korice, rožičak, komiški goroc, rod korisnog, vazdazelenog grmlja ili drveća kojemu je dugo pripisivana samo vrsta Ceratonia siliqua, a 1980. opisana je i vrsta C. oreothauma iz Omana i Somalije.
Od fosilnih vrsta poznata je C. emarginata iz kenozoika, i oligocena.
Pokušaji kultivirane sadnje tijekom povijesti nisu uspjevali. Stari Dubrovčani znaju da najbolje uspjevaju oni koji se ne diraju dok se zameću. Kasnije ih se može navrći i "pripitomiti" da bi dali ploda, nakon dvije do tri godine.
Rogač jako teško i sporo gori. Kad naposljetku i izgori, ne prođe dugo da iz crnog ugljena korijena potjera nježna mladica koja se brzo oblikuje u granu, bjelkasto pokrivenu slojem poput pepela, a obraslu kožnatim i mesnatim listovima.
- Stablo rogača
- Listovi
- Mahune na grani
- Mahuna rogača
- Sjemenke
- Staro stablo

## Upotreba
Rogač prati glas da je najzamjenskija namirnica koja postoji. Može biti zamjena za čokoladu, kakao, kavu.
Rade se rogačica (rakija) i rogačuša (liker).
Carobella ili rogačolada je namaz od rogača sličan nutelli, ali manje mastan i sladak.

## Zanimljivosti
- U antičko doba sjemenke rogača služile su kao jedinica za mjeru kod vaganja zlata; 1 sjemenka - 1 karat. Nije poznato kojom tehnikom su Grci ustanovili da svaka koštica iz mahune rogača, ma kako stara bila, ma koliko deformirana bila, ma koliko u vodi, u pijesku, na suncu, u blatu stajala uvijek teži 0,18 grama.[1]
- Poznat je i kao namirnica biblijskih razmjera; njime se navodno prehranjivao Sv. Ivan Krstitelj. Prema tome je kasnije dobio naziv Ivanov kruh (Iohannes brott); jer je rogač, odnosno plod rogača dobar kao kruh. Ali bio je poznat i ranije - koristili su ga Antički Grci. Tamo su ga donijeli palestinski i sirijski vrući vjetrovi.[1]
- Na našoj ga obali najviše ima na Šolti gdje se i cijelo mjesto zove Rogač.
- Pčele ga obožavaju i kada je u punoj sezoni stabla su osim plodovima, krcata pčelama; kad procvjeta, nema medonosnije biljke.[4]
- Rogačevo drvo, svježe zarezano krvari najcrvenijom bojom među stablima.[1]
- Rogač je tvrdo i gusto drvo. Prilikom sječe starog rogača motornom pilom nerijetko frcaju iskre i pila se često zaglavi. Također, nerijetko se desi da je rogač u svom stoljetnom rastu i debljanju progutao koji oveći kamen i sakrio ga u dubini debla.[1]
- Mali rogačev brod/barka nosi se u džepu kao hamajlija.
- Postoji i tzv. rogač divlji. Za razliku od pitomog, raste kao grm. Na njegovim se listovima često pojavljuju izbočine slične rogaču, ali kao da su nedorasle. Te pak narasline nastaju od uboda insekata. Takve rogače - nerogače - u narodu zovu judini rogači, smrdljika, juda, tršlja, terebinta. Neotrovan je, ali se njime ni ne sladi. Ponekad ga se kuhalo kao mlado proljetno "zelje".[1]